# Mackenrode (Uder)
Mackenrode ist ein Ortsteil der Landgemeinde Uder im thüringischen Landkreis Eichsfeld.

## Geographische Lage
Mackenrode liegt innerhalb des Oberen Eichsfelds im Naturpark Eichsfeld-Hainich-Werratal. Durchflossen wird es vom östlichen Werrazufluss Walse.

## Ortsgliederung
Zu Mackenrode gehören neben dem Dorf Mackenrode selbst auch die Ortsteile Hennigerode und Weidenbach. Der Ortsteil Mackenrode ist Teil des historischen Eichsfelds, die Ortsteile Hennigerode und Weidenbach, heute Teil des Landkreises Eichsfeld, kamen 1945 durch einen Gebietstausch im Rahmen des Wanfrieder Abkommens von Hessen zu Thüringen und gehören nicht zum historischen Eichsfeld (siehe hierzu: Schifflersgrund).

## Geschichte

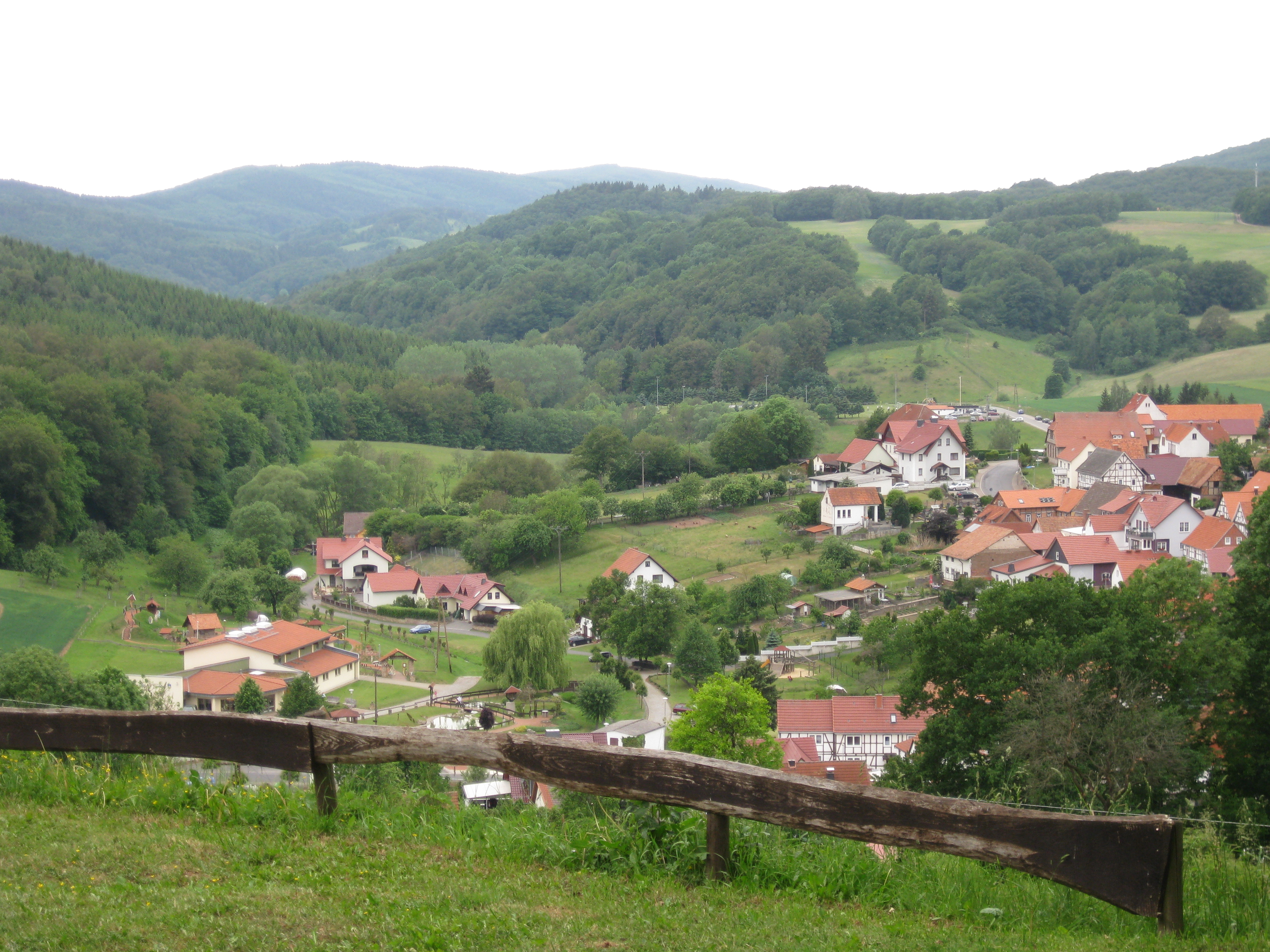
Blick auf Mackenrode

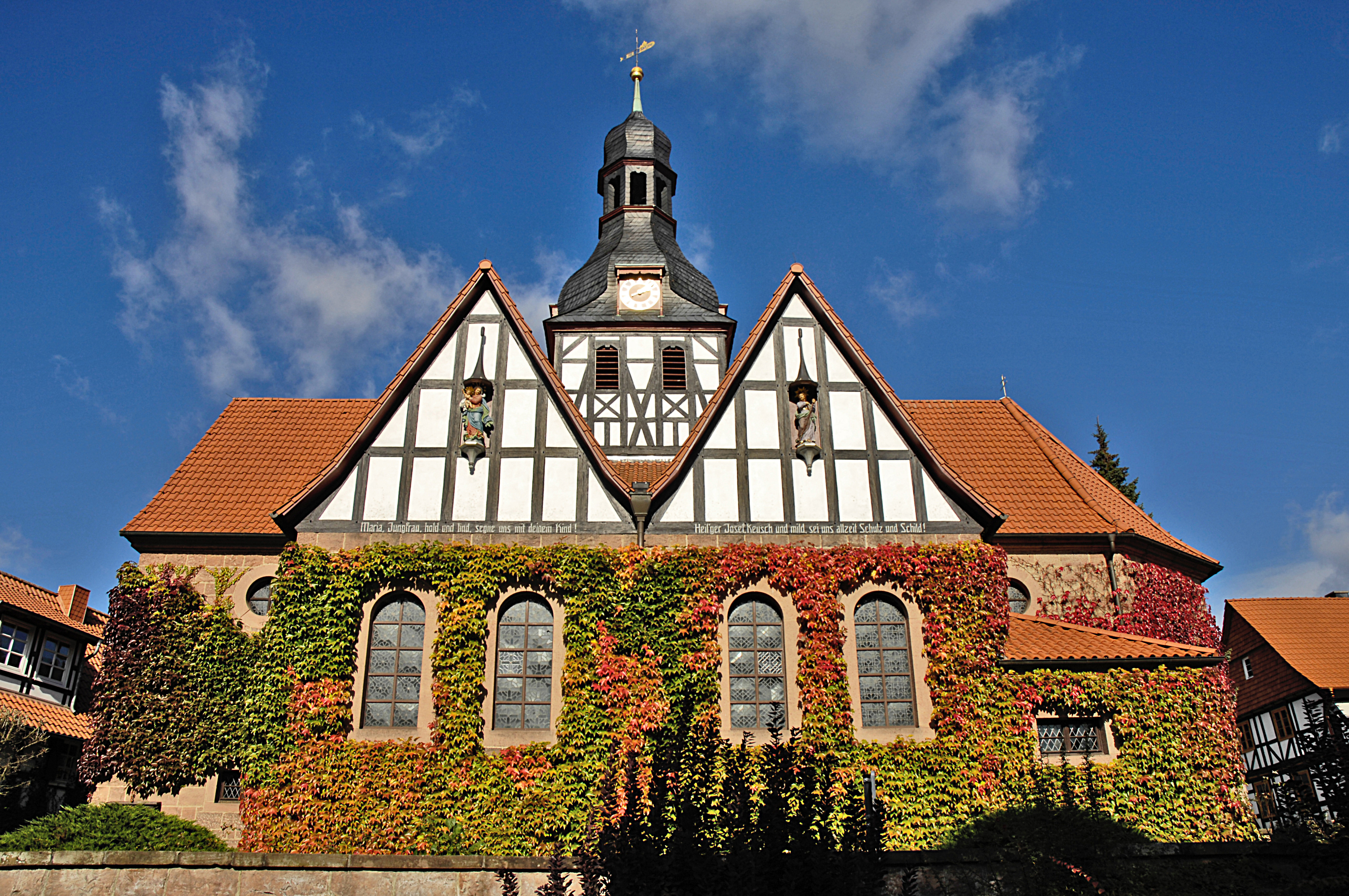
Kirche St. Martin in Mackenrode, seltene, symmetrische Architektur

Der Ortsteil Mackenrode wurde am 1. Januar 1236 erstmals urkundlich erwähnt. In jener 47 × 33 cm großen Urkunde, die im hessischen Staatsarchiv Marburg aufbewahrt wird, überträgt der Erzbischof Siegfried III. dem Zisterzienserkloster Marienfeld im Münsterland den Zehnten zu Witzenhausen und Karmannshausen, mit denen bisher die Brüder Dietrich Vitztum von Rusteberg und Heidenreich von Hanstein belehnt waren. Als Entschädigung überträgt er den Brüdern das Dorf Eichstruth, den Zehnten zu Mackenrode sowie Zinsfrüchte zu Nesselröden und Langenhagen. Der Ort gehörte bis zur Säkularisation zu Kurmainz, 1802 wurde er preußisch und kam 1807 zum Königreich Westphalen. 1815 bis 1945 war er Teil der preußischen Provinz Sachsen. 1945 bis 1949 kam der Ort zur sowjetischen Besatzungszone.
Die heutigen Ortsteile Hennigerode und Weidenbach kamen im Wanfrieder Abkommen ebenfalls zur SBZ und wurden ab 1949 wie auch Mackenrode Teil der DDR. Von 1961 bis zur Wende und Wiedervereinigung 1989/1990 wurde Mackenrode von der Sperrung der nahen innerdeutschen Grenze beeinträchtigt. 1974 wurde Weidenbach mit Hennigerode eingemeindet. Seit 1990 gehört die Gemeinde zum wiedererrichteten Bundesland Thüringen.

### Neuzeit
Seit dem 1. Februar 1992 gehörte die Gemeinde Mackenrode der Verwaltungsgemeinschaft Uder an. Mit Auflösung dieser am 1. Januar 2024 wurde Mackenrode ein Ortsteil der neugebildeten Landgemeinde Uder.

### Wappen
Blasonierung: „Auf blauem Grund mit goldenen  Schildfuß ein silbernes langgestrecktes Gebäude mit zwei Fachwerkgiebeln  und schwarzem Dach, in der Mitte ein silberner Turm mit geschwungener  Haube, der Schildfuß ist belegt mit zwei an den Stielen gekreuzten  grünen Eichenblättern, darüber schwebend zwei grüne Eicheln.“

### Einwohnerentwicklung
Entwicklung der Einwohnerzahl (31. Dezember):
| - 1994: 542 - 1995: 553 - 1996: 564 - 1997: 537 - 1998: 491 - 1999: 521 | - 2000: 530 - 2001: 517 - 2002: 505 - 2003: 472 - 2004: 511 - 2005: 434 | - 2006: 382 - 2007: 366 - 2008: 364 - 2009: 354 - 2010: 344 - 2011: 303 | - 2012: 301 - 2013: 301 - 2014: 308 - 2015: 308 - 2016: 318 - 2017: 305 | - 2018: 313 - 2019: 320 - 2020: 316 - 2021: 310 - 2022: 305 |

Datenquelle: Thüringer Landesamt für Statistik

## Politik

### Ehemaliger Gemeinderat
Der ehemalige Gemeinderat von Mackenrode setzte sich aus sechs  Gemeinderatsmitgliedern  zusammen.
- CDU: 3  Sitze
- FWG Weidenbach: 1 Sitz
- FFW Mackenrode: 2 Sitze

(Stand:   Kommunalwahl    am 25. Mai 2014)

### Ehemaliger Bürgermeister
Der ehrenamtliche Bürgermeister Helmut Bode (CDU)  wurde am 5. Juni 2016 gewählt.

## Wirtschaft und Infrastruktur

### Wasser und Abwasser
Die Trinkwasserver- und Abwasserentsorgung wurde auf den Zweckverband Wasserversorgung und Abwasserentsorgung Obereichsfeld übertragen.

## Kultur und Sehenswürdigkeiten
- Am 15. August 2009 wurde der Märchenpark Mackenrode als Abschnitt der Deutschen Märchenstraße eröffnet.[1]
- Dorfkirche St. Martin
- Kreuzweg mit Mariengrotte
- Thomasquelle an der Straße nach Eichstruth